# GJ 1276
GJ 1276 (LHS 69 / WD 2251-070) es una estrella del tipo enana blanca, de magnitud aparente +15,66. Encuadrada en la constelación de Acuario, se encuentra visualmente a 51 minutos de arco de la brillante Hydor (λ Aquarii).
Distante aproximadamente 26,3 años luz del sistema solar, cerca de ella se encuentran las enanas rojas GJ 1286 y Gliese 849, a poco más de 5,5 años luz.
Su tipo espectral, DZ, indica la presencia de líneas metálicas en su espectro, implicando una atmósfera rica en metales. 
El aspecto más notable de este remanente estelar es su baja temperatura (4000 ± 200 K) en comparación con la de otras enanas blancas.
Dado que las enanas blancas no generan energía por fusión nuclear, sino que radian al exterior el exceso de calor a un ritmo constante, con el tiempo su temperatura superficial va descendiendo.
Consecuentemente, las enanas blancas «frías» son objetos muy antiguos; así, GJ 1276 tiene una edad estimada —como remanente estelar— de 7390 ± 180 millones de años.
Igualmente la luminosidad de estos objetos decae con el tiempo, siendo la luminosidad de GJ 1276 sólo el 0,004% de la luminosidad solar.
A título comparativo, la estrella de Van Maanen —la enana blanca solitaria más próxima al Sol— es 4,5 veces más luminosa que ella.
Su masa, en torno al 52% de la masa solar, es un valor muy habitual en este tipo de objetos.